# Povera donna
La povera donna è un'antica danza italiana tipica delle Quattro province.
Non è facile assistere all'esecuzione di questo ballo rituale. Viene danzato raramente da una coppia uomo/donna e più sovente nel momento del carnevale da due uomini di cui uno vestito da donna.

Paese particolarmente legato a questa tradizione è Cegni in alta valle Staffora, Provincia di Pavia, dove la rappresentazione della storia del brutto che vuole sposare la povera donna ha il suo momento culminante in questa danza, eseguita per le vie del paesino in occasione del carnevale di Cegni.

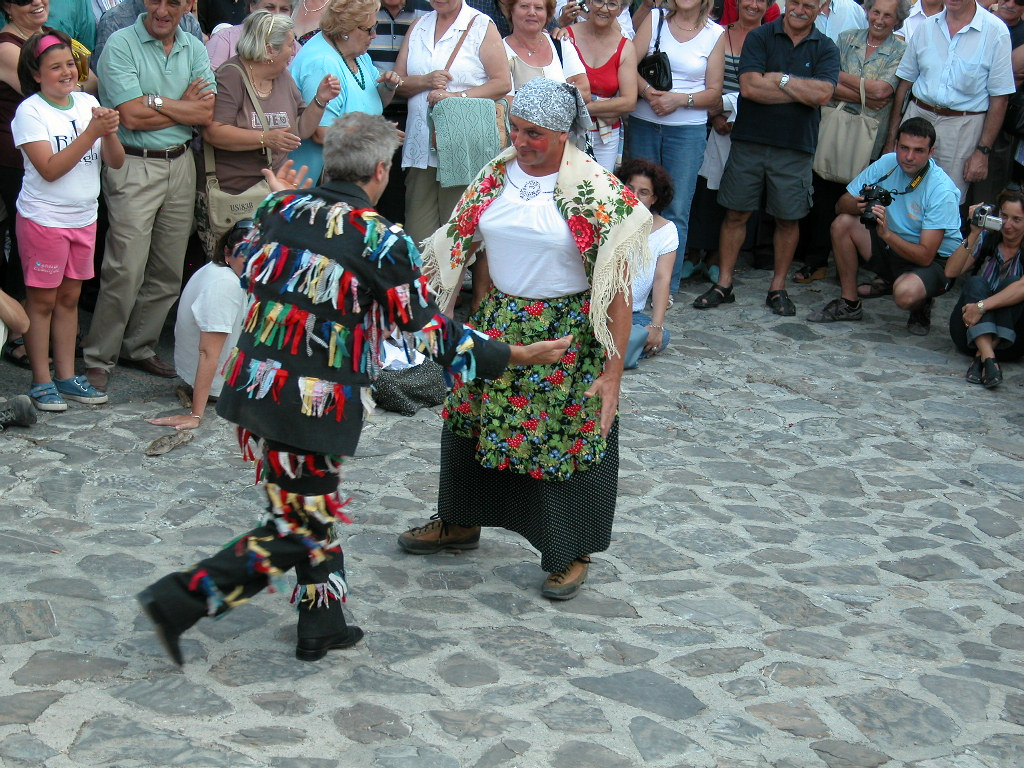
Il ballo della povera donna

Oltre che il sabato grasso il festeggiamento del carnevale viene ripetuto il sedici agosto per il carnevale bianco.
Quando il ballo è eseguito da uomini, per il carnevale, si perde la connotazione di corteggiamento e spesso si scivola verso la farsa con espliciti riferimenti sessuali.

## Parti del ballo
Il ballo della povera donna è ripartito in tre parti coreutiche:
- La prima parte è in 6/8, vede uno spostamento nello spazio, inseguimento, dove i ballerini si rincorrono e sembrano "studiarsi".
- La seconda parte, accompagnata da un motivo lento, è la fase di corteggiamento detta lamento, i ballerini si circondano con le braccia, sembra si abbraccino (ma raramente succede), scendono, piegandosi sulle ginocchia, fino a terra.
- La terza parte è ancora in 6/8, finito il lamento i ballerini si alzano di scatto ed eseguono un balletto in posizione frontale con il passo tipico delle Quattro province.

Lo schema viene ripetuto per tre coppie di balletti.
Danza arcaica è legata ai rituali di morte e resurrezione.

## Passo delle Quattro Province
Il passo delle quattro province, che esiste con questa struttura solo in questa zona, dà il caratteristico movimento a queste danze e viene usato per il balletto e l'inseguimento, mentre nel lamento i ballerini rimangono fermi in un punto. Composto di tre appoggi, il primo lungo e gli altri due corti con rimbalzo, obbliga a staccare velocemente i piedi da terra e dà la possibilità ai ballerini di muoversi, come spesso succede, su terreni disagevoli come selciati, prati, vie, cortili.
Come tutte le danze di questa zona viene suonata da una coppia di suonatori con piffero e fisarmonica.

## Galleria d'immagini

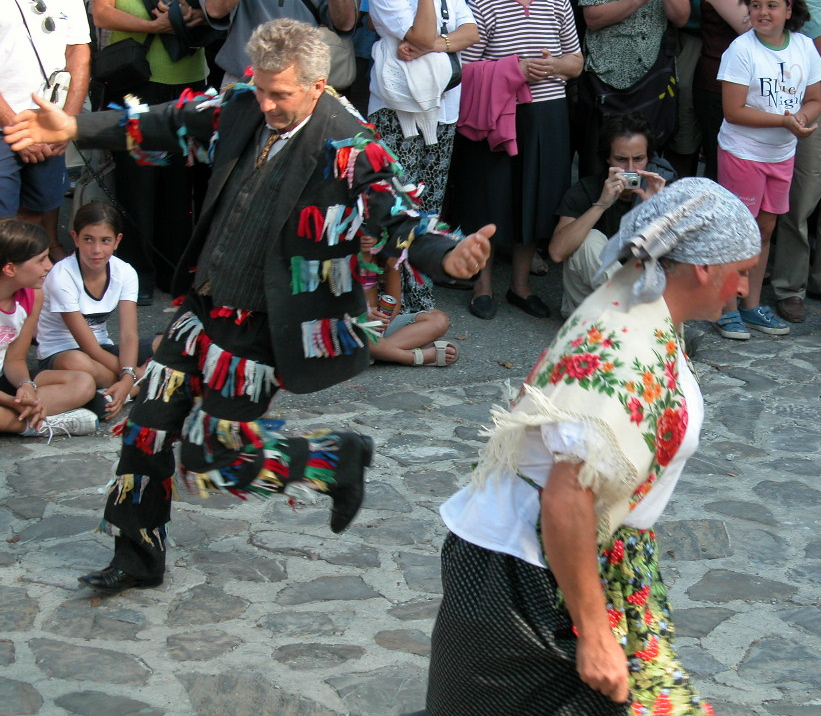
l'inseguimento
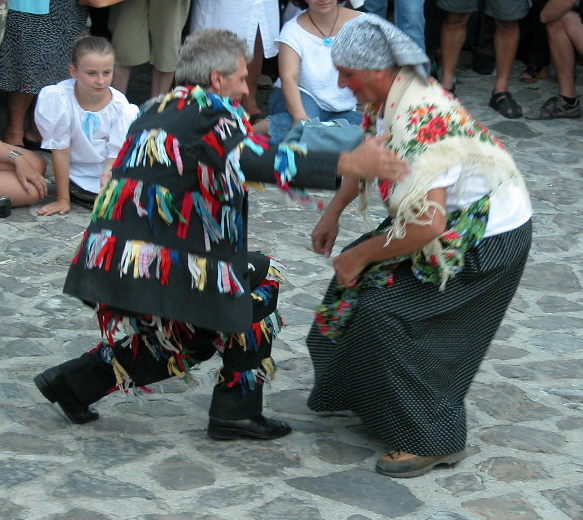
incomincia il lamento
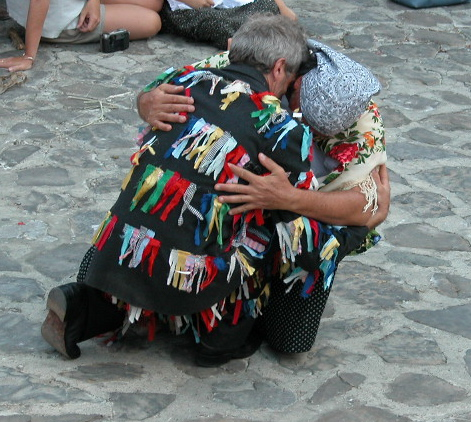
conclusione del lamento
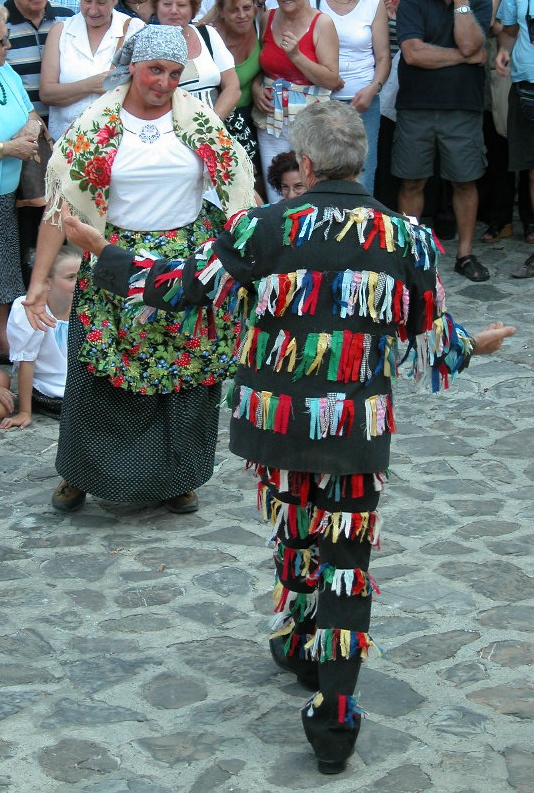
balletto

## Discografia
- 2002: Stefano Faravelli/Franco Guglielmetti - Antiquae: danze delle 4 Province
- Ernesto Sala, piffero / Giuseppe Dellocchio, fisarmonica - Povera Donna - Registrazione originale effettuata da Franco Coggiola e Riccardo Schwamenthal l'8 settembre 1968 a Forotondo di Fabbrica Curone (Alessandria) - Italia. Le stagioni degli anni '70 a cura di Sandro Portelli - I dischi del sole - Bravo Records BR128553728-2